# Teletipo Modelo 33

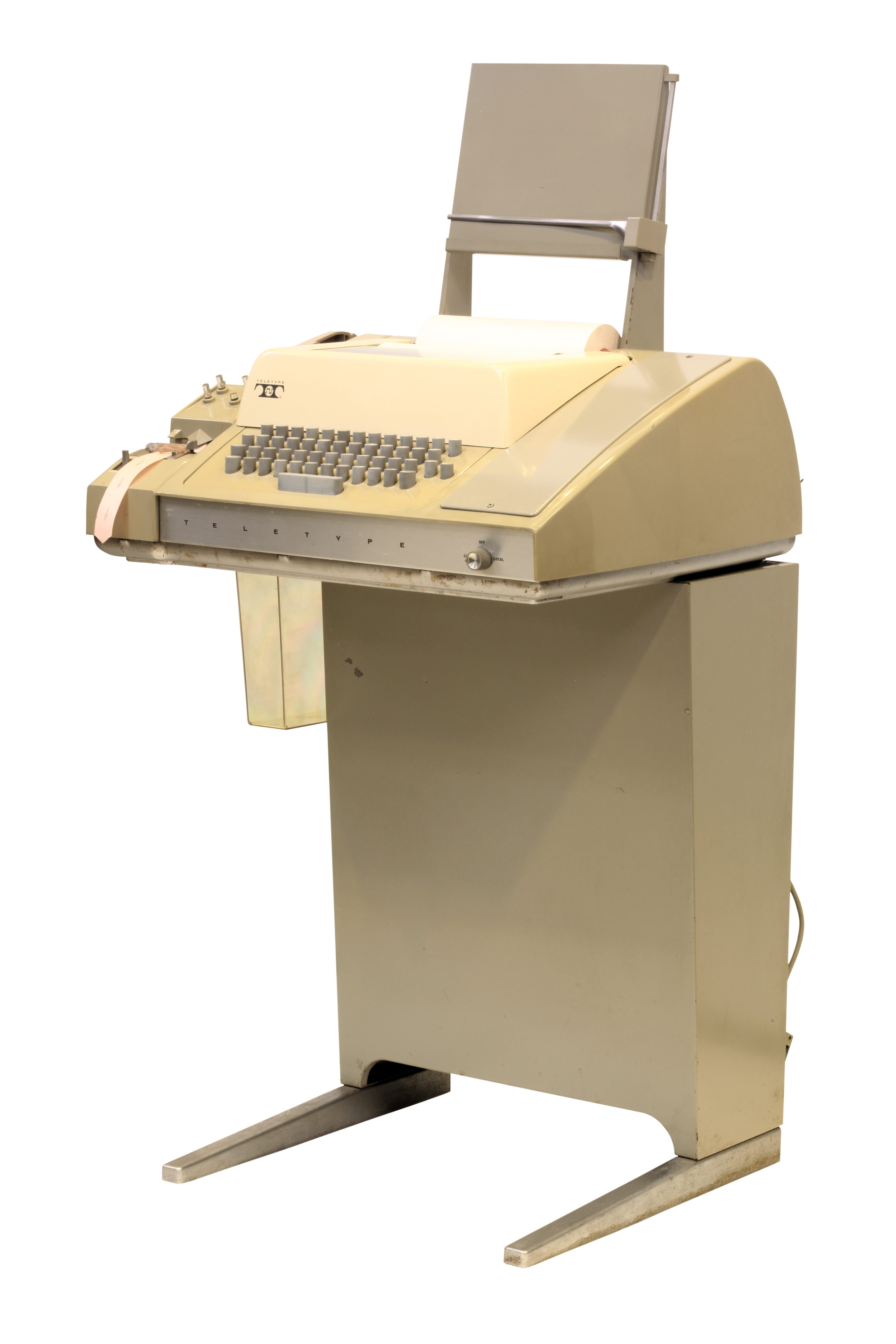
Teletipo Modelo 33 Teleimpresora ASR, con lector de cinta perforada y punzón, utilizable como terminal de computadora

El Modelo 33 de Teletype fue una teleimpresora electromecánica diseñada para un uso de oficina ligero. Era menos robusto y costaba menos que los Teletype anteriores. La Teletype Corporation introdujo el Modelo 33 como producto comercial en 1963; la máquina había sido diseñada originalmente para la Marina de los Estados Unidos. Se comercializaron tres versiones del modelo 33:
- Modelo 33 ASR (acrónimo de la forma inglesa Automatic Send and Receive), que tiene un lector de cinta perforado de ocho orificios incorporado y un perforador de cinta;
- Modelo 33 KSR (acrónimo de la forma inglesa Keyboard Send and Receive), que carece del lector de cinta de papel y del perforador;
- Modelo 33 RO (solo recepción) que no tiene teclado ni lector/perforadora.

El Modelo 33 fue uno de los primeros productos en emplear el código ASCII, recientemente estandarizado, que se publicó por primera vez en 1963. Su compañero, el Modelo 32, utilizaba el código Baudot de cinco bits, más antiguo y consolidado. Debido a su bajo precio y a la compatibilidad con ASCII, el modelo 33 se utilizó ampliamente con los primeros miniordenadores, y el gran número de teleimpresoras que se vendieron influyó notablemente en varios estándares de facto que se desarrollaron durante las décadas de 1960 y 1970.

## Historia

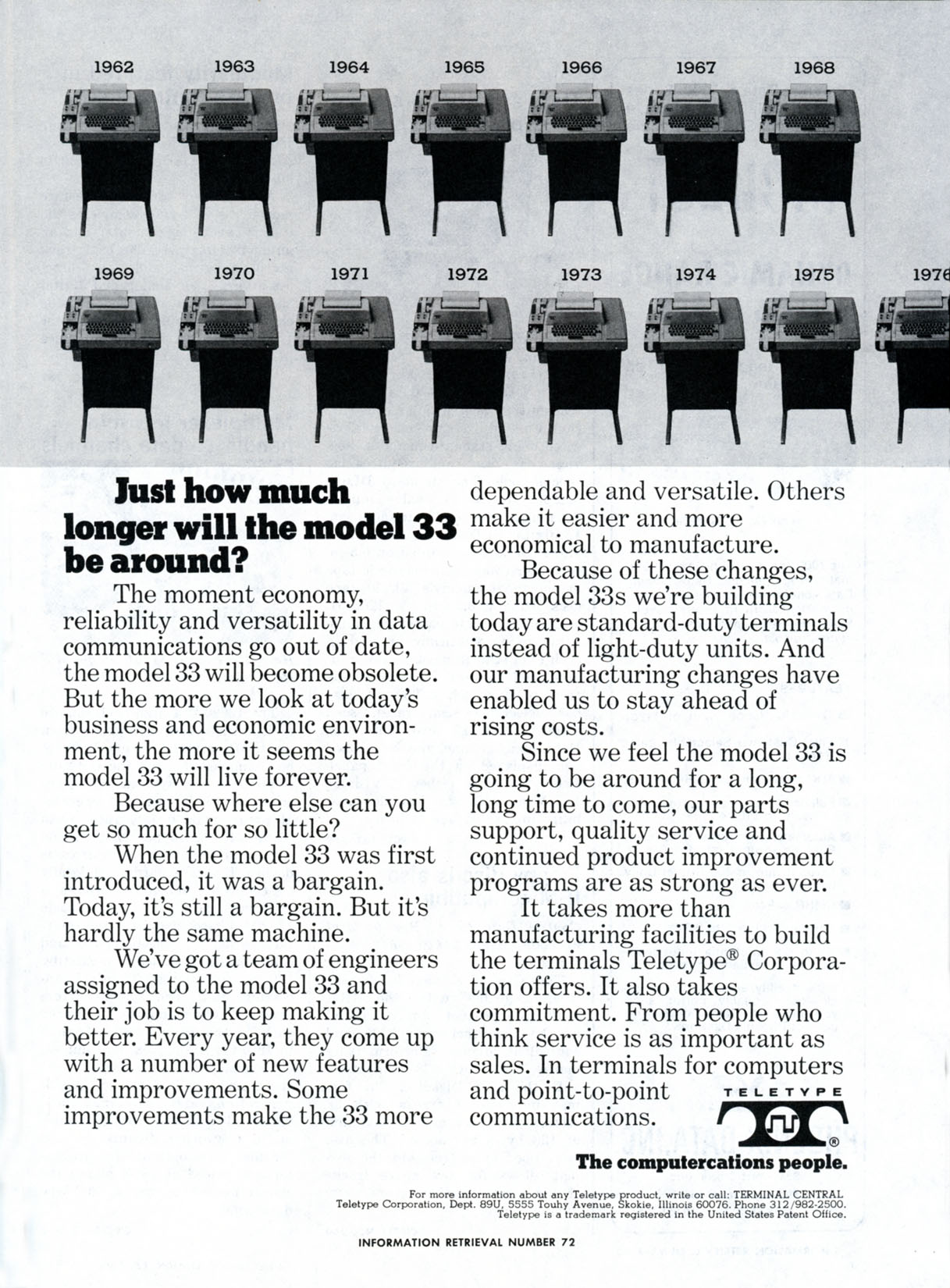
Este anuncio de 1974 enfatiza el uso generalizado y a largo plazo del modelo de teletipo 33.

El terminal Modelo 33 de Teletype Corporation, introducido en 1963, fue uno de los más populares del sector de las comunicaciones de datos hasta finales de la década de 1970. En 1975 se habían fabricado más de medio millón de modelos 32 y 33, y el número 500.000 se chapó en oro y se expuso de forma especial. En los 18 meses siguientes se fabricaron otros 100.000, y el número de serie 600.000, fabricado en 1976, año del Bicentenario de Estados Unidos, se pintó de rojo, blanco y azul y se expuso por todo el país durante la última parte de ese año y el siguiente.
El modelo 33 costaba originalmente unos $1.000, mucho menos que otras teleimpresoras y terminales informáticas de mediados de los 60, como la Friden Flexowriter y la IBM 1050. En 1976, una impresora RO Modelo 33 nueva costaba unos $600.
Los primeros terminales de vídeo, como el Tektronix 4010, no estuvieron disponibles hasta 1970, e inicialmente costaban unos $10.000. Sin embargo, la introducción de circuitos integrados y memorias semiconductoras a finales de esa década permitió que el precio de los terminales basados en tubos de rayos catódicos cayera rápidamente por debajo del precio de una teleimpresora Teletype.
Los "terminales mudos", como el ADM-3A (1976) de bajo coste, empezaron a subcotizar el mercado de los terminales teletipo. Estos terminales de vídeo básicos, que sólo podían mostrar líneas de texto secuencialmente y desplazarse por ellas, solían denominarse teletipos de cristal ("TTY de cristal"), análogos a las impresoras de teletipo. Los terminales de vídeo más avanzados, como el VT100 de Digital Equipment Corporation (1978), podían comunicar mucho más rápido que las impresoras electromecánicas, y podían soportar el uso de un programa editor de texto a pantalla completa sin generar grandes cantidades de impresiones en papel. A mediados y finales de la década de 1970, los teletipos fueron sustituidos gradualmente en las nuevas instalaciones por impresoras matriciales y terminales de vídeo mucho más rápidos.
Debido a la caída de las ventas, Teletype Corporation cerró la producción del Modelo 33 en 1981.

### Convenciones de nombres
Mientras que el fabricante llamaba al teleimpresor Modelo 33 con perforadora de cinta y lector de cinta "Modelo 33 ASR", muchos usuarios de ordenadores utilizaban el término más corto "ASR-33". La primera fuente conocida de esta discrepancia en la denominación de los equipos procede de la documentación de Digital Equipment Corporation (DEC), donde el folleto del PDP-4 de septiembre de 1963 llama al teletipo Modelo 28 KSR "KSR-28" en el párrafo titulado "Impresora-Teclado y Control Tipo 65". Esta convención de nomenclatura se extendió del teletipo modelo 28 a otros equipos de teletipo en la documentación posterior de DEC, en consonancia con la práctica de DEC de designar los equipos utilizando letras seguidas de números. Por ejemplo, la lista de precios DEC PDP-15 de abril de 1970 enumera una serie de teletipos de Teletype Corporation que utilizan esta convención de nomenclatura alternativa. Esta práctica se adoptó ampliamente a medida que otros fabricantes de ordenadores publicaban su documentación. Por ejemplo, Micro Instrumentation and Telemetry Systems comercializó el Teletype Modelo 33 ASR como "Teletype ASR-33".
el trigrama "tty " se usó ampliamente como una abreviatura informal de "Teletipo", a menudo utilizada para designar el dispositivo principal de entrada y salida de texto en muchos de los primeros sistemas informáticos. La abreviatura sigue siendo utilizada por los radioaficionados ("radioaficionados") y en la comunidad con problemas de audición, para referirse a los dispositivos de asistencia de entrada y salida de texto .

## Información técnica

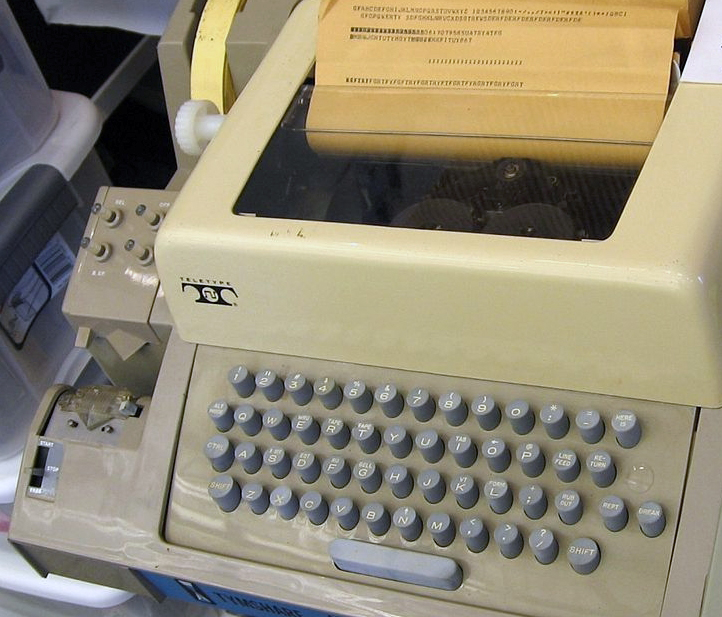
Teclado teleimpresor Teletype Modelo 33 ASR con lector de cinta perforada y perforadora. La unidad delantera izquierda es el lector de cinta con su palanca START/STOP/FREE de tres posiciones en la posición STOP. Un lector de cinta menos común tenía una palanca START/AUTO/STOP/FREE de cuatro posiciones. En la posición AUTO se podía activar y desactivar a distancia. La perforadora de cinta es la unidad situada directamente detrás del lector. Al salir de la máquina, la cinta pasa por debajo de un labio triangular que permite rasgarla fácilmente levantándola contra el borde afilado del labio.

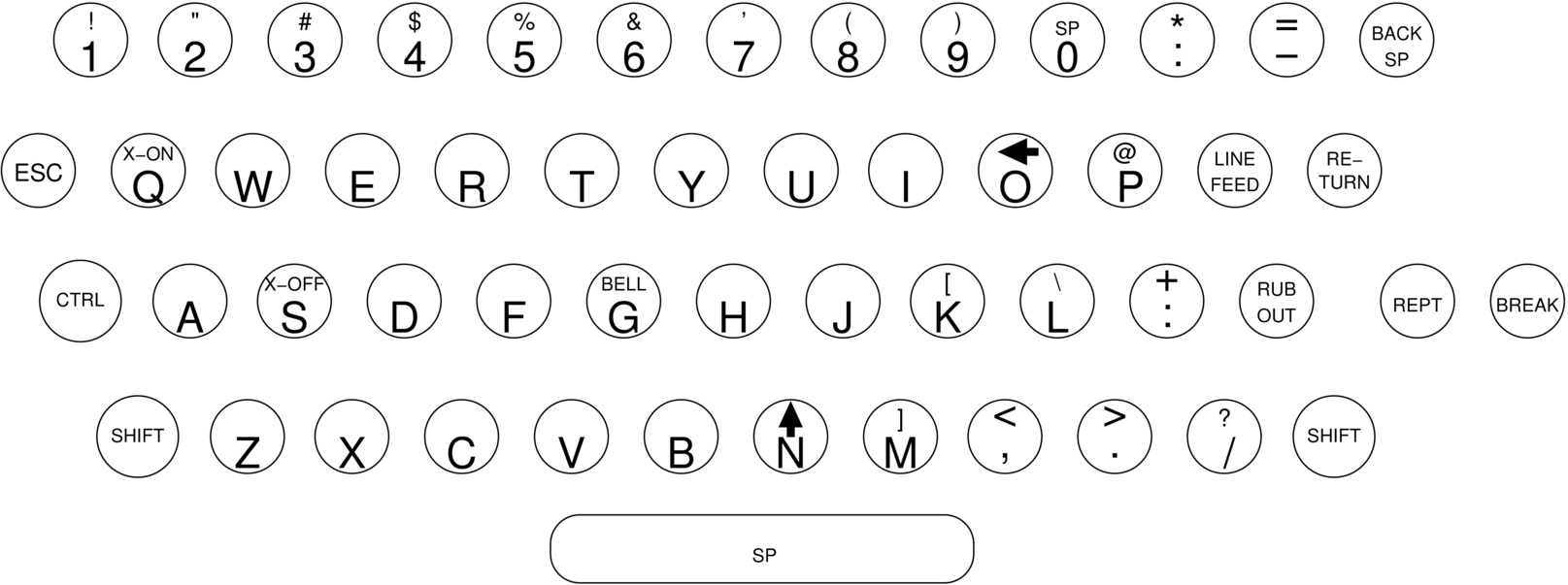
El teclado Model 33 ASR admitía un subconjunto de caracteres ASCII solo en mayúsculas

El objetivo de diseño del modelo 33 era una máquina que cupiera en un espacio de oficina pequeño, que combinara con otros equipos de oficina de la época y que funcionara hasta dos horas al día de media. Dado que esta máquina se diseñó para un uso ligero, los ajustes que Teletype realizaba en las teleimpresoras anteriores girando tornillos se hacían doblando barras y palancas metálicas. Muchas piezas del modelo 33 no estaban tratadas térmicamente ni endurecidas. La base era de metal fundido a presión, pero se utilizaban tornillos autorroscantes, junto con piezas que encajaban sin atornillar.
Como otra medida de ahorro, los mecanismos opcionales de la cinta de papel dependían de los mecanismos del teclado y de la impresora de páginas. La interfaz entre el lector de cinta de papel y el resto del terminal era completamente mecánica, con alimentación, reloj y 8 bits de datos (que Teletype denominaba "inteligencia") transmitidos en paralelo a través de palancas metálicas. La configuración de las opciones seleccionables por el usuario se realizaba con clips mecánicos que presionaban o liberaban varias palancas. El lector de cintas de papel detectaba los orificios perforados mediante clavijas metálicas que palpaban mecánicamente su presencia o ausencia.
Los diseños anteriores de teletipos, como el modelo 28 ASR, permitían al usuario utilizar el teclado para perforar la cinta mientras transmitía de forma independiente una cinta previamente perforada, o perforar una cinta mientras imprimía otra cosa. El uso independiente de la perforadora de cinta de papel y del lector no era posible con el modelo 33 ASR.
La perforadora de cinta requería cinta de papel engrasada para mantener lubricado su mecanismo. Debajo de la perforadora de cinta había un receptáculo de chad transparente y extraíble que había que vaciar periódicamente. Todo el mecanismo ASR del modelo 33 requería la aplicación periódica de grasa y aceite en aproximadamente 500 puntos.
Todo estaba accionado mecánicamente por un único motor eléctrico, situado en la parte trasera del mecanismo. El motor funcionaba continuamente mientras estaba encendido, generando un zumbido familiar y un ligero traqueteo debido a su vibración. El nivel de ruido aumentaba considerablemente cuando funcionaban los mecanismos de impresión o de la cinta de papel. Ruidos similares se convirtieron en iconos de los sonidos de un telediario activo o de un terminal de ordenador. Había un timbre mecánico, que se activaba con el código 07 (Control-G, también conocido como BEL), para llamar la atención cuando era necesario.
El teclado del modelo 33 utilizaba el código ASCII de siete bits, también conocido como Alfabeto Telegráfico Internacional CCITT nº 5, con un bit de paridad (par) y dos bits de parada, con una velocidad de símbolos de 110 baudios, pero sólo admitía un subconjunto de mayúsculas de dicho código; no admitía letras minúsculas ni los caracteres `, {, |, } y ~. El lector de cintas de papel y la perforadora podían manejar datos de 8 bits, lo que permitía utilizar los dispositivos de forma eficiente para descargar o cargar datos binarios para ordenadores.